# Manulea deserticola
Manulea deserticola är en flenörtsväxtart som beskrevs av O.M. Hilliard. Manulea deserticola ingår i släktet Manulea och familjen flenörtsväxter. Inga underarter finns listade i Catalogue of Life.